# Klingertjärnen (Hällesjö socken, Jämtland)
Klingertjärnen är en sjö i Bräcke kommun i Jämtland och ingår i Ljungans huvudavrinningsområde. Sjön har en area på 0,0486 kvadratkilometer och ligger 362,1 meter över havet.

## Delavrinningsområde
Klingertjärnen ingår i det delavrinningsområde (697094-151868) som SMHI kallar för Utloppet av Mjösjön. Medelhöjden är 323 meter över havet och ytan är 8,03 kvadratkilometer. Det finns ett avrinningsområde uppströms, och räknas det in blir den ackumulerade arean 19,28 kvadratkilometer. Mjöån som avvattnar avrinningsområdet har biflödesordning 4, vilket innebär att vattnet flödar genom totalt 4 vattendrag innan det når havet efter 132 kilometer. Avrinningsområdet består mestadels av skog (82 procent). Avrinningsområdet har 0,81 kvadratkilometer vattenytor vilket ger det en sjöprocent på 10,1 procent.